# Cullen Grace
Pour les articles homonymes, voir Grace.
Pas d'image ? Cliquez ici

a Compétitions nationales et continentales officielles uniquement.

b Matchs officiels uniquement.
Dernière mise à jour le 15 mars 2024.
Cullen Grace, né le 20 décembre 1999 à Hawera (Nouvelle-Zélande), est un joueur de rugby à XV international néo-zélandais. Il évolue principalement au poste de troisième ligne aile avec la franchise des Crusaders en Super Rugby depuis 2020.

## Carrière

### En club
Cullen Grace est né à Hawera dans la région de Taranaki, mais déménage avec sa famille alors qu'il est âgé de trois ans pour s'installer à Timaru, dans le sud de la région de Canterbury. Il suit sa scolarité avec le lycée de Timaru Boys' High School. Il joue au rugby avec l'équipe de l'établissement, alors exclusivement au poste de deuxième ligne, et devient le capitaine de son équipe,.
En 2018, après avoir fini le lycée, il part faire ses études à l'université de Lincoln (en), et dispute le championnat amateur régional. C'est à ce moment-là qu'il commence à jouer au poste de troisième ligne aile, au point d'en faire rapidement son poste principal. Il évolue également avec l'équipe des moins de 19 ans de la province de Canterbury, avec qui il termine finaliste du tournoi national junior, et s'entraine avec l'académie des Crusaders.
Il est promu au sein de l'effectif senior de Canterbury pour disputer le National Provincial Championship (NPC) en 2019, alors qu'il est âgé de 19 ans. Il joue son premier match au niveau professionnel le 10 août 2019 contre Waikato. Il joue quatre rencontres, dont deux comme titulaire, lors de sa première saison. En raison de la concurrence en troisième ligne, il est aligné en seconde ligne, où il est la doublure de Luke Romano et Mitchell Dunshea. Son entraîneur, l'ancien All Black Reuben Thorne, affirme cependant que son futur à haut niveau se situe bien en troisième ligne.
En novembre 2019, il est retenu dans l'effectif de la franchise des Crusaders pour disputer la saison 2020 de Super Rugby,. La même année, il s'entraine avec la franchise des Chiefs lors de leur pré-saison, et participe même à un match amical contre les Blues. Il joue son premier match le 1er février 2020 contre les Waratahs. Au bout de quelques matchs, il se fait remarquer son activité en défense, et la qualité de ses placages,. Il s'impose alors comme le titulaire au poste de flanker côté fermé (n°6), et fait partie des révélations du championnat,. Après l'interruption des compétitions à cause de la pandémie de Covid-19, il remporte le Super Rugby Aotearoa avec son équipe, mais ne dispute que deux rencontres en raison d'une blessure au pouce. Après cette première saison réussie, il prolonge son contrat jusqu'en 2023.
En 2021, il dispute l'intégralité de la saison au poste de troisième ligne centre, et remporte le Super Rugby Aotearoa pour une deuxième fois d'affilée,. En août 2021, il subit une grave blessure à l'épaule, ce qui l'écarte des terrains pour le restant de l'année.

### En équipe nationale
Cullen Grace joue avec la sélection scolaire néo-zélandaise (en) en 2017,. Il évolue au poste de deuxième ligne, aux côtés du futur All Black Tupou Vaa'i,.
Il est par la suite sélectionné avec l'équipe de Nouvelle-Zélande des moins de 20 ans pour participer au championnat du monde junior 2019 en Argentine,.
En septembre 2020, il est sélectionné pour la première fois avec les All Blacks par Ian Foster, afin de participer à la série de test-matchs contre l'Australie,. Il connait sa première cape le 7 novembre 2020, à l’occasion d’un match contre l'équipe d'Australie à Brisbane.

## Palmarès

### En franchise et province
- Vainqueur du Super Rugby Aotearoa en 2020 et 2021 avec les Crusaders.
- Vainqueur du Super Rugby en 2022, 2023 et 2025 avec les Crusaders.

### En équipe nationale
- Vainqueur du Rugby Championship en 2020.

## Statistiques
Au 15 mars 2024, Cullen Grace compte 1 cape en équipe de Nouvelle-Zélande, dont aucune en tant que titulaire, depuis le 7 novembre 2020 contre l'équipe d'Australie à Brisbane.
Il participe à une édition du Rugby Championship, en 2020. Il dispute une rencontre dans cette compétition,.